# Schwedische U20-Eishockeynationalmannschaft
Die schwedische U20-Eishockeynationalmannschaft vertritt den schwedischen Eishockeyverband in der U20-Junioren-Leistungsstufe bei internationalen Wettbewerben. Sie wurde 1981 und 2012 Weltmeister ihrer Altersklasse.

## Geschichte

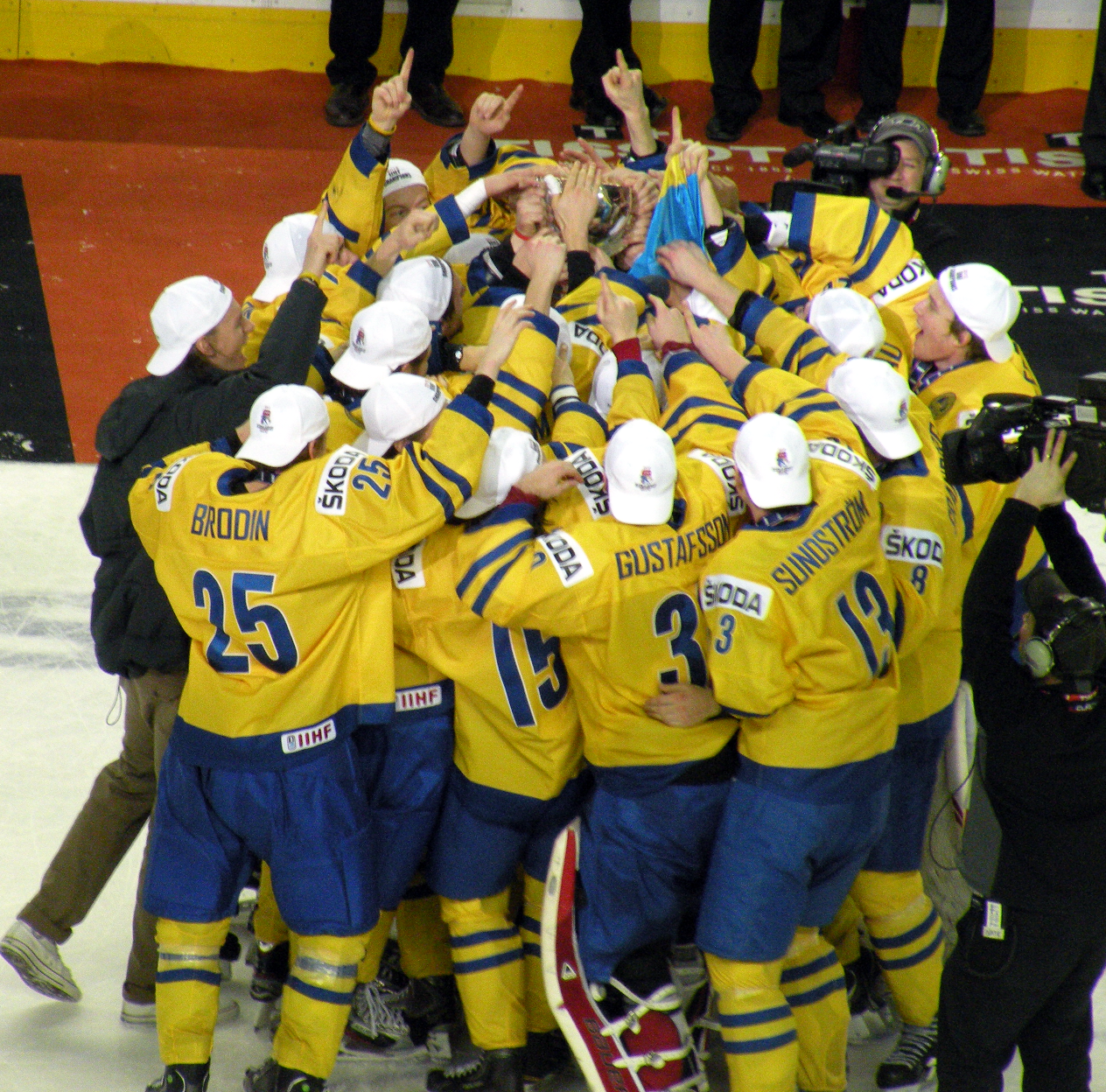
Die schwedische U20 feiert den Titelgewinn bei der Weltmeisterschaft 2012.

Die schwedische U20-Eishockeynationalmannschaft wurde 1974 anlässlich der ersten inoffiziellen Austragung einer Junioren-Weltmeisterschaft gegründet. Bis einschließlich 1998 deckte die U20-Nationalmannschaft den kompletten Juniorenbereich bei den Weltmeisterschaften ab, während die U19-Nationalmannschaft an den Junioren-Europameisterschaften teilnahm. Seit der Einführung der U18-Weltmeisterschaften 1999 vertritt die U20-Nationalmannschaft Schwedens bei Weltmeisterschaften ausschließlich die Leistungsstufe der U20-Junioren.
Die schwedische U20-Nationalmannschaft gehört zu den stärksten der Welt und liegt im ewigen Medaillenspiegel im Anschluss an die U20-WM 2018 auf Rang fünf mit zwei Weltmeistertiteln, elf Silber- und fünf Bronzemedaillen. Nachdem bereits 1975 bei der zweiten (noch inoffiziellen) Weltmeisterschaft die erste Bronzemedaille erspielt wurde, gewannen die Schweden 1978 erstmals Silber hinter der Sowjetunion. Weitere drei Jahre später konnten die Tre Kronors, bei denen die späteren NHL-Spieler Jan Erixon, Patrik Sundström, Peter Sundström und Michael Thelvén auf dem Eis standen, bei der Junioren-Weltmeisterschaft 1981 erstmals den Titel gewinnen. Erst mehr als 30 Jahre später konnte der schwedische Nachwuchs diesen Erfolg bei der U20-Weltmeisterschaft 2012 wiederholen.

## WM-Platzierungen
- 1974 – 4. Platz
- 1975 – Bronzemedaille
- 1976 – 5. Platz
- 1977 – 5. Platz
- 1978 – Silbermedaille
- 1979 – Bronzemedaille
- 1980 – Bronzemedaille
- 1981 – Goldmedaille
- 1982 – 5. Platz
- 1983 – 4. Platz
- 1984 – 5. Platz
- 1985 – 5. Platz
- 1986 – 4. Platz
- 1987 – Bronzemedaille
- 1988 – 5. Platz
- 1989 – Silbermedaille
- 1990 – 5. Platz
- 1991 – 6. Platz
- 1992 – Silbermedaille
- 1993 – Silbermedaille
- 1994 – Silbermedaille
- 1995 – Bronzemedaille
- 1996 – Silbermedaille
- 1997 – 8. Platz
- 1998 – 6. Platz
- 1999 – 4. Platz
- 2000 – 5. Platz
- 2001 – 4. Platz
- 2002 – 6. Platz
- 2003 – 8. Platz
- 2004 – 7. Platz
- 2005 – 6. Platz
- 2006 – 5. Platz
- 2007 – 4. Platz
- 2008 – Silbermedaille
- 2009 – Silbermedaille
- 2010 – Bronzemedaille
- 2011 – 4. Platz
- 2012 – Goldmedaille
- 2013 – Silbermedaille
- 2014 – Silbermedaille
- 2015 – 4. Platz
- 2016 – 4. Platz
- 2017 – 4. Platz
- 2018 – Silbermedaille
- 2019 – 5. Platz
- 2020 – Bronzemedaille
- 2021 – 5. Platz
- 2022 – Bronzemedaille
- 2023 – 4. Platz
- 2024 – Silbermedaille
- 2025 – 4. Platz

### Kader der Weltmeisterteams
| Weltmeister 1981 | Peter Andersson, Peter Åslin, Anders Björklund, Lars Eriksson, Jan Erixon, Michael Granstedt, Roger Hägglund, Jan Ingman, Anders Johnson, Peter Madach, Dan Niklasson, Peter Nilsson, Håkan Nordin, Jens Öhling, Martin Pettersson, Ove Pettersson, Patrik Sundström, Peter Sundström, Michael Thelvén Trainer: |

| Weltmeister 2012 | Mattias Bäckman, Jeremy Boyce-Rotevall, Jonas Brodin, Fredrik Claesson, Sebastian Collberg, Anton Forsberg, Filip Forsberg, Max Friberg, Petter Granberg, Johan Gustafsson, William Karlsson, Oscar Klefbom, John Klingberg, Johan Larsson, Johan Mattsson, Patrik Nemeth, Joakim Nordström, Rickard Rakell, Victor Rask, Ludvig Rensfeldt, Johan Sundström, Erik Thorell, Mika Zibanejad Trainer: Roger Rönnberg |